# Война в Махтра
«Война в Махтра»  (эст. Mahtra sõda) — это роман эстонского писателя Эдуарда Вильде 1902 года. Это первая часть трилогии исторических романов о крестьянских движениях в Эстляндской губернии 1900-х годов.
Последующими произведениями трилогии являются «Ходоки из Ания» («Kui Anija mehed Tallinnas käisid», 1903) и «Пророк Малтсвет» («Prohvet Maltsvet», 1905—1908).
Роман рассказывает о крестьянском восстании, известном как «Махтраская война». Восстание происходило с мая по июль 1858 года в поместье Махтра в бывшей волости Юуру Харьюского уезда.
Роман был переведен на русский, латышский, венгерский, немецкий, финский, украинский языки и эсперанто. На русский язык роман переведен Тоом Леоном Валентиновичем.

## Исторический контекс
«Война в Махтра» — крестьянское выступление в Северной Эстонии в 1858. Поводом к восстанию явилось опубликование в конце апреля нового положения о крестьянах Эстляндской губернии. В конце мая и начале июня крестьяне 18 имений отказались выполнять так называемую вспомогательную барщину. На подавление были отправлены две роты, из которых одна полурота 2 июня была разбита в поместье Махтра крестьянами численностью 700—800 человек. Было убито 10 и ранено 11 крестьян. В конце июля и августе волнения распространились по всей губернии, охватив также и остров Хийумаа.

## Фильм
Художественный фильм «Война в Махтра» по сценарию, написанному и неоднократно пересматривавшемуся Полом Руммо с 1955 по 1958 год, был запланирован киностудией «Таллинфильм», премьера которого запланирована на середину лета 1959 года. Производство фильма было остановлено из-за цензуры, а сам фильм так и не вышел.